# L'Homme malade
L'Homme malade est un tableau réalisé en 1515 par le peintre italien Titien. Cette huile sur toile est un portrait d'un homme au visage pâle suggérant une maladie. Autrefois partie des collections de Léopold de Médicis, il est aujourd'hui conservé au musée des Offices, à Florence.